# Секс

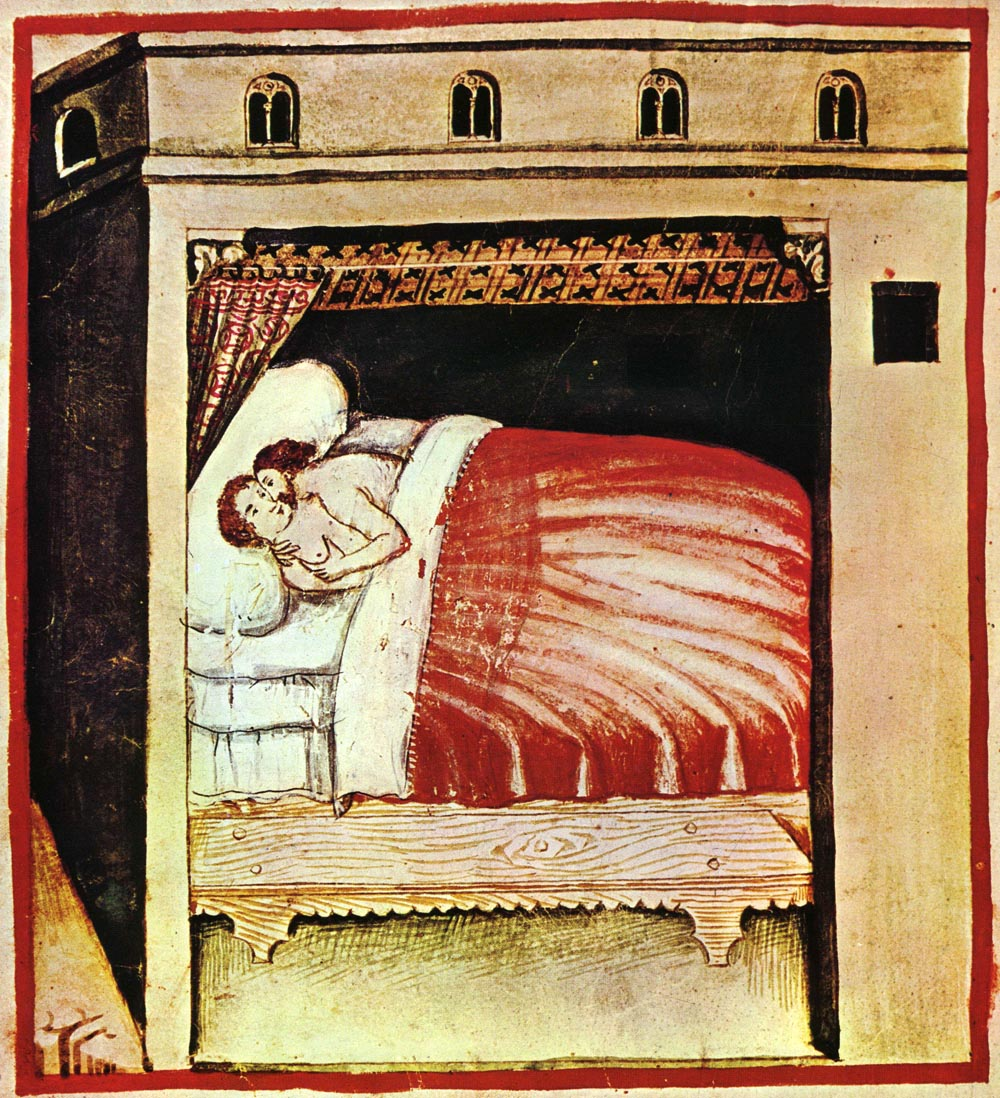
Коїтус. Ілюстрація з «Tacuinum Sanitatis», середньовічної книги про здоровий спосіб життя, XIV ст.

Секс (лат. sexus — стать, статеві (сексуальні) зносини) — категорія інтимних практик, спрямована на задоволення сексуального потягу (у вузькому сенсі коїтус), що забезпечує статеве розмноження, одна з фізіологічних потреб організму. Здорова сексуальна активність (мастурбація, гетеро- чи гомо-практика за згодою та з заходами безпеки повнолітніх людей) приносить сексуальне задоволення та користь для здоров'я. Сексуальна активність зазвичай призводить до сексуального збудження та фізіологічних змін у збудженій людині, деякі з яких виражені, а інші менш помітні. Сексуальна активність також може включати поведінку та дії, які мають на меті пробудити сексуальний інтерес іншої людини або покращити сексуальне життя іншої людини, наприклад, стратегії пошуку або залучення партнерів (залицяння та поведінка напоказ), або особисті взаємодії між особами (наприклад, прелюдія або БДСМ). Секс може слідувати за сексуальним збудженням.
Секс людини має соціологічні, когнітивні, емоційні, поведінкові та біологічні аспекти. Він включає в себе особисті зв’язки, обмін емоціями, фізіологію репродуктивної системи, статевий потяг, статевий акт і сексуальну поведінку в усіх її формах.
У деяких культурах секс вважається прийнятним лише в шлюбі, тоді як дошлюбний і позашлюбний секс є табу. Деякий секс є незаконним або в усьому світі, або в деяких країнах або субнаціональних юрисдикціях, а деякі вважаються таким, що суперечать нормам певних суспільств або культур. Два приклади кримінальних злочинів у більшості юрисдикцій — це сексуальне насильство та сексуальні дії з особою, яка не досягла місцевого віку сексуальної згоди.
Незахищений секс є причиною вагітності та інфікування хворобами, що передаються статевим шляхом (зокрема, ВІЛ\СНІД).

## Етимологія
Слово «секс» в українській мові — запозичення з англійської, де воно також має значення «стать». Слово є наслідком скорочення словосполучення «sexual intercourse» (досл. «статеві зносини») і уперше ужито в цьому значенні у 1929 році англійським письменником Д. Г. Лоуренсом. Англійське sex (у значенні «стать») походить через середньоанглійське sexe і старофранцузьке sexe від латинського sexus («стать»). Це слово утворене від дієслова secare («розділяти», «сікти») і буквально значить — «поділ», «розсічення» (пор. рос. «пол» — буквально «половина»). Таким чином, слово «секс» первісно є пов'язаним з ідеєю розділення, а не єднання, яким його сприймають за наших днів.

## Типи
Секс можна класифікувати кількома способами. Деякі практики можуть передуватися або виключно складатися з прелюдії. Дії за участю однієї людини (аутоеротизм) можуть включати сексуальні фантазії або мастурбацію. Якщо залучено дві людини, вони можуть займатися вагінальним сексом, анальним сексом, оральним сексом або сексом без проникнення. Сексуальне проникнення між двома людьми можна описати як статевий акт, але визначення відрізняються. Якщо в статевому акті бере участь більше двох осіб, це можна назвати груповим сексом. Аутоеротична сексуальна активність може включати використання фалоімітаторів, вібраторів, анальних пробок та інших секс-іграшок, хоча ці пристрої також можна використовувати з партнером.
Секс може бути класифікований за статтю та сексуальною орієнтацією учасників, а також за стосунками учасників. Стосунки можуть бути шлюбними, інтимними партнерами, випадковими сексуальними партнерами або анонімними. Сексуальна діяльність може розглядатися як звичайна або альтернативна, включаючи, наприклад, фетишизм або БДСМ.
Фетишизм може набувати багатьох форм, у тому числі бажання мати певні частини тіла (парціалізм), наприклад груди, пупки чи стопи. Об'єктом бажання можуть бути туфлі, черевики, нижня білизна, одяг, шкіряні або гумові речі. Деякі нетрадиційні аутоеротичні практики можуть бути небезпечними. До них відносяться аутоеротична асфіксія і самокабала. Потенціал отримання травми або навіть смерті, який існує під час залучення до партнерських версій цих фетишів (удушення та зв’язування, відповідно), різко зростає в аутоеротичному випадку через ізоляцію та відсутність допомоги у разі виникнення проблеми.
Секс за згодою — це сексуальна активність, в якій обидва або всі учасники згодні брати участь і досягли віку, з якого вони можуть давати згоду. Якщо статеві дії відбуваються під дією сили чи примусу, це вважається зґвалтуванням або іншою формою сексуального насильства. У різних культурах і країнах різноманітні сексуальні дії можуть бути законними чи незаконними з огляду на вік, стать, сімейний стан чи інші фактори учасників, або іншим чином суперечити соціальним нормам чи загальноприйнятій сексуальній моралі.

## Стратегії парування людей

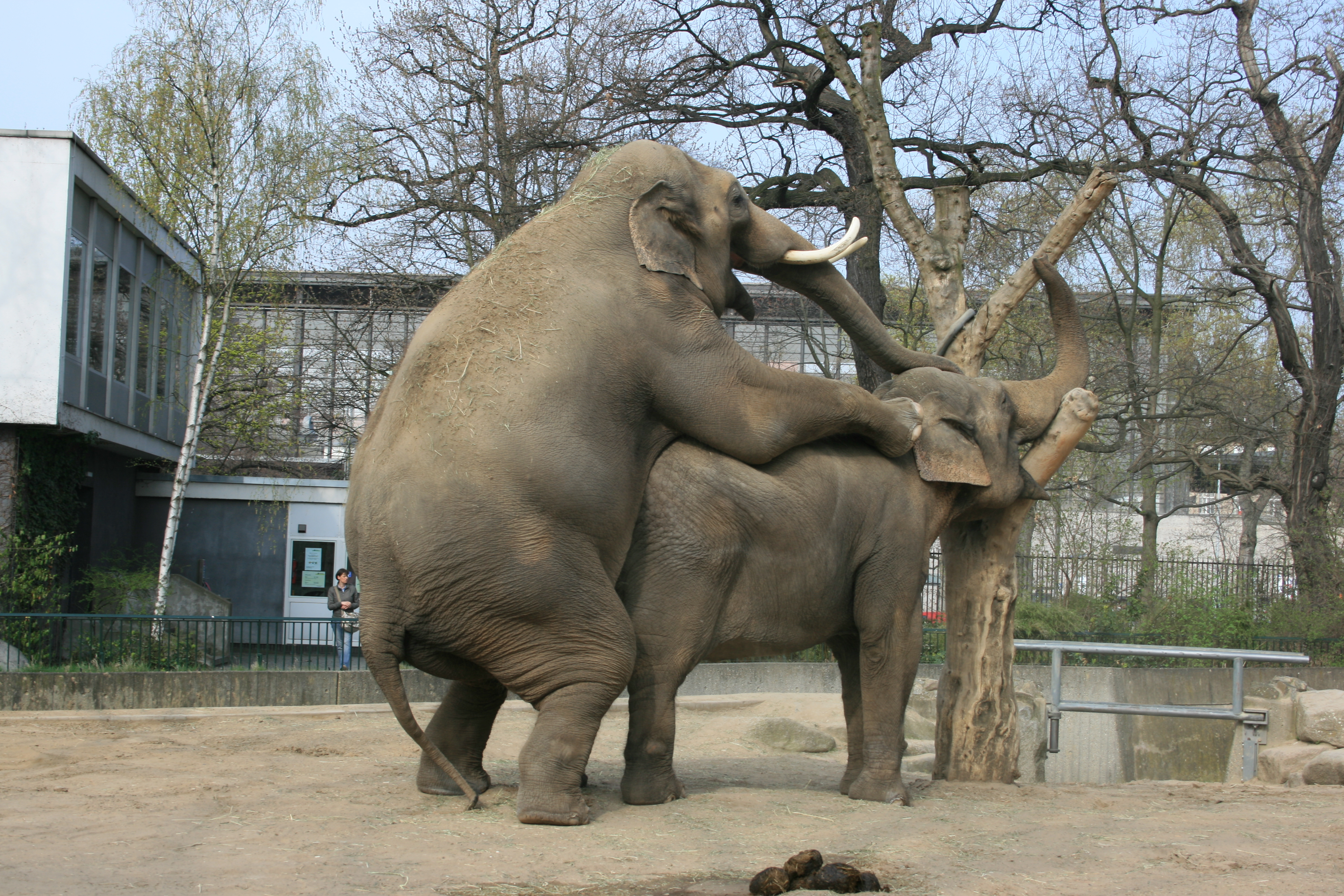
Парування у слонів

В еволюційній психології та біхевіористській екології стратегії парувування людей (мається на увазі утворення пар) — це набір поведінки, що використовується окремими особами для залучення, вибору та утримання партнерів. Стратегії парування збігаються з репродуктивними стратегіями, які охоплюють ширший набір поведінки, включаючи час відтворення та компроміс між кількістю та якістю нащадків.
Порівняно з іншими тваринами, людські стратегії парувування є унікальними у зв’язку з такими культурними змінними, як інститут шлюбу. Люди можуть шукати інших з наміром встановити довгострокові інтимні стосунки, шлюб, випадкові стосунки чи дружбу. Людське бажання дружити є одним із найсильніших людських потягів. Це вроджена особливість людської природи і може бути пов’язана зі статевим потягом. Процес парувування людини охоплює соціальні та культурні процеси, за допомогою яких одна особа може зустрітися з іншою для оцінки придатності, процес залицяння та процес формування міжособистісних стосунків. У шлюбній поведінці однак можна знайти спільні риси між людьми та тваринами.

## Етапи фізіологічного збудження при сексуальній стимуляції

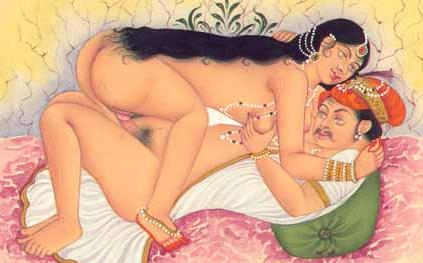
Ця індійська ілюстрація Камасутри, на якій зображена жінка на чоловікові, демонструє чоловічу ерекцію, що є однією з фізіологічних реакцій на сексуальне збудження для чоловіків.

Фізіологічні реакції під час сексуальної стимуляції досить однакові як для чоловіків, так і для жінок, і існують чотири фази.

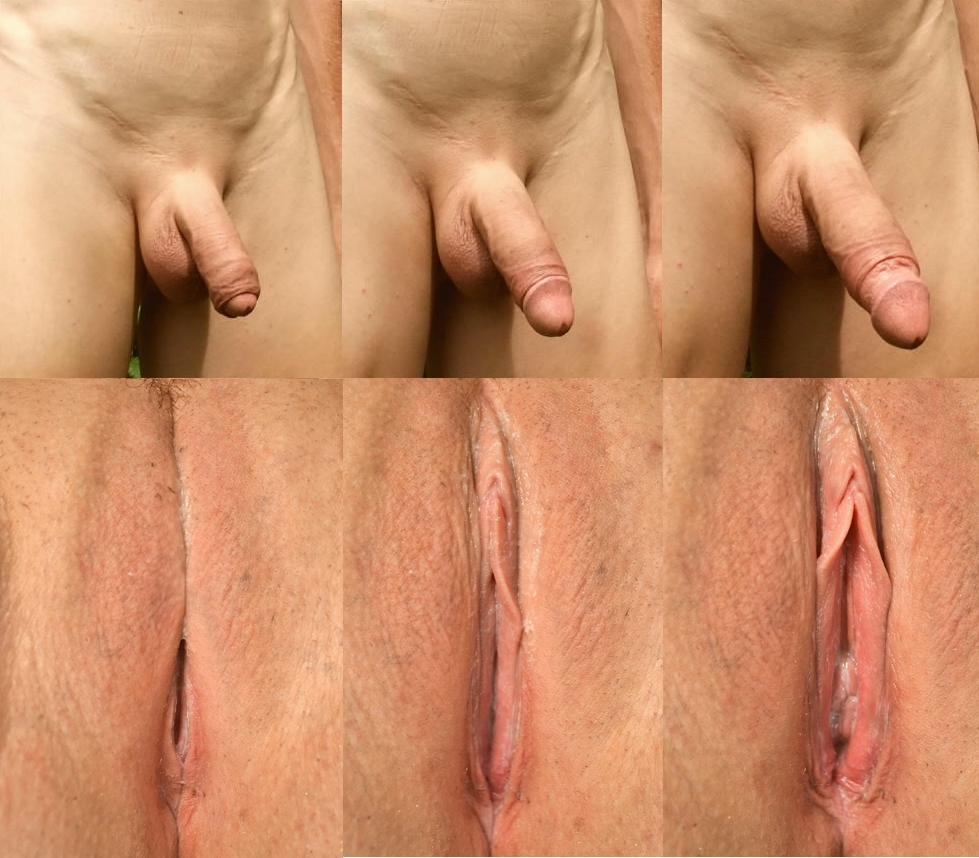
Під час фази збудження спостерігається підвищена вазоконгестація статевих органів, що призводить до набряку статевого члена (вгорі), а також клітора та статевих губ (внизу).

- Під час фази збудження спостерігається підвищена вазоконгестація статевих органів, що призводить до набряку статевого члена (вгорі), а також клітора та статевих губ (внизу).Під час фази збудження збільшується м'язова напруга і приплив крові до статевих органів і навколо них, частішає серцебиття і дихання, підвищується артеріальний тиск. Чоловіки і жінки відчувають «сексуальний рум'янець» на шкірі верхньої частини тіла та обличчя. У жінок піхва змащується, а клітор набухає[11]. У чоловіків пеніс стає ерегованим.
- Під час фази плато частота серцевих скорочень і м'язова напруга ще більше зростають. Сечовий міхур чоловіка закривається, щоб запобігти змішуванню сечі зі спермою. Клітор жінки може злегка втягнутися, з'являється більше змазки, зовнішній набряк, м'язи напружуються і зменшуються в діаметрі[11].
- Під час фази оргазму дихання стає надзвичайно прискореним, а м'язи тазу починають серію ритмічних скорочень. І чоловіки, і жінки відчувають швидкі цикли скорочення м'язів нижнього тазу, а жінки часто відчувають скорочення матки і піхви; цей досвід можна описати як надзвичайно приємний, але приблизно 15% жінок ніколи не відчувають оргазму, а половина з них повідомляють, що симулювали його[11]. Значна генетична складова пов'язана з тим, як часто жінки відчувають оргазм[11].
- Під час фази розслаблення м'язи розслабляються, кров'яний тиск падає, і тіло повертається до стану спокою. Хоча зазвичай повідомляється, що жінки не мають рефрактерного періоду і тому можуть відчувати додатковий оргазм або кілька оргазмів незабаром після першого,[12][13] деякі джерела стверджують, що і чоловіки, і жінки мають рефрактерний період, оскільки жінки також можуть відчувати період після оргазму, коли подальша сексуальна стимуляція не викликає збудження.[11][14] Цей період може тривати від декількох хвилин до декількох днів і, як правило, довший у чоловіків, ніж у жінок[11].

Сексуальна дисфункція — це нездатність емоційно або фізично реагувати на сексуальну стимуляцію так, як це передбачено середньою здоровою людиною; це може впливати на різні стадії циклів сексуальних реакцій, якими є бажання, збудження та оргазм. У медіа сексуальну дисфункцію часто асоціюють із чоловіками, але насправді вона частіше спостерігається у жінок (43%), ніж у чоловіків (31%).

## Форми сексуального життя

#### Полюції
Природна мимовільна (найчастіше відбувається під час сну і часто супроводжується приємними сновидіннями) еякуляція у юнаків і чоловіків. Може виникати при довгому сексуальному утриманні.

#### Мастурбація
Форма задоволення сексуального потягу шляхом подразнення власних ерогенних зон (в основному так званих безумовних ерогенних зон, до яких належать геніталії, але можуть стимулюватися й інші ерогенні зони: анус, груди).

#### Петинг
Стимуляція (поверхова чи глибока) різних ерогенних зон поцілунками, обіймами, погладжування, тертям при виключенні генітального сексу. Ця форма займає проміжне положення між мастурбацією і генітальними зносинами.

#### Фінгеринг
Стимуляція пальцем руки вульви, голівки та каптура клітора, вагіни або ануса жінки (чоловіка). Фінгеринг може бути частиною мастурбації, гетеро- чи гомосексуальної практики. Він не включає стимуляцію іншим об'єктом, крім пальця.

#### Статевий акт
Основною формою сексуального життя у більшості людей є статевий акт (коїтус): фрикції пеніса чоловіка у вагіну жінки. За тривалістю коїтус ділять на швидкий і продовжений, за ступенем завершеності — на завершений, передчасно завершений, незавершений і перерваний. Існує безліч різновидів позицій і ситуацій, в яких може здійснюватися статевий акт.

#### Замісні форми коїтусу
Замість або на додачу до статевого акту використовують замісні форми коїтусу: вестибулярний секс (тертя пеніса об вульву без вагінального проникнення), міжбедренний секс (вікхаріта), Нарвасадата (введення пеніса між грудей).

#### Анальний секс
При проникаючому анальному сексі пеніс вводиться в анальний отвір партнера (протилежної або тієї ж статі). Анілінгус — стимуляція задньопрохідної області язиком або губами. Можливі також анальний фінгеринг та анальний фістинг, використання анальних секс-іграшок.

### Фелчинг
Сексуальна практика, при якій один з партнерів(-ок) після статевого акту висмоктує сперму з анусу або вагіни. Уперше термін «фелчинг» з'явився в Оксфордському словнику 2003 року.

#### Оральний секс
При орально-генітальних контактах сексуальне збудження і задоволення досягається пестощами геніталій ротом, язиком або зубами. Оральний секс може як доповнювати інші, так і бути єдиною формою сексуальних відносин. Існують види орально-генітальних контактів:
- Кунілінгус — сексуальна стимуляція голівки та каптура клітора і вульви загалом губами, язиком та ротом.
- Фелляція (мінет) — вплив на пеніс ротом, язиком, зубами або горлом.
- Іррумація — виконання активних рухів пенісом в ротову порожнину і горло партнера.
- Teabagging — переміщення мошонки в ротову порожнину партнера.

Метою орального сексу може бути не тільки отримання сексуального задоволення, але і демонстрація переваги над партнером, його приниження; особливо це характерно для соціальних низів і кримінального середовища.

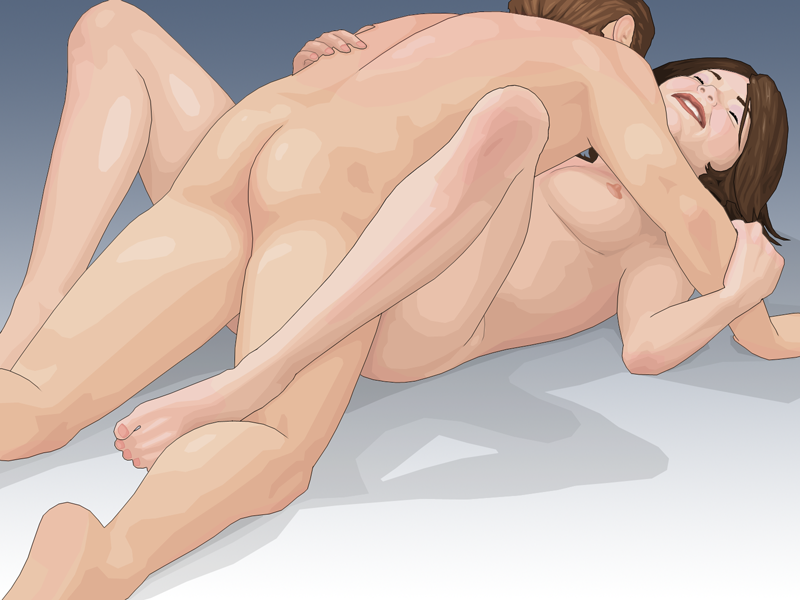
Вагінальний секс
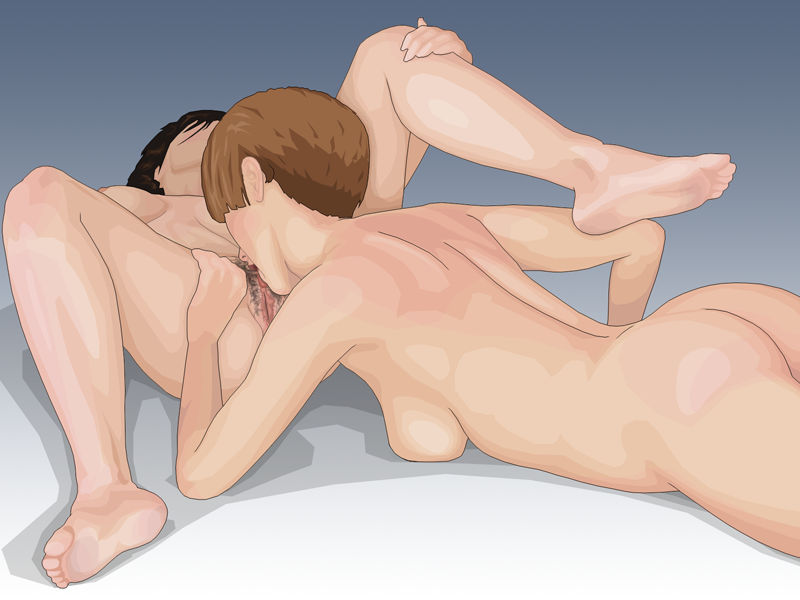
Кунілінгус
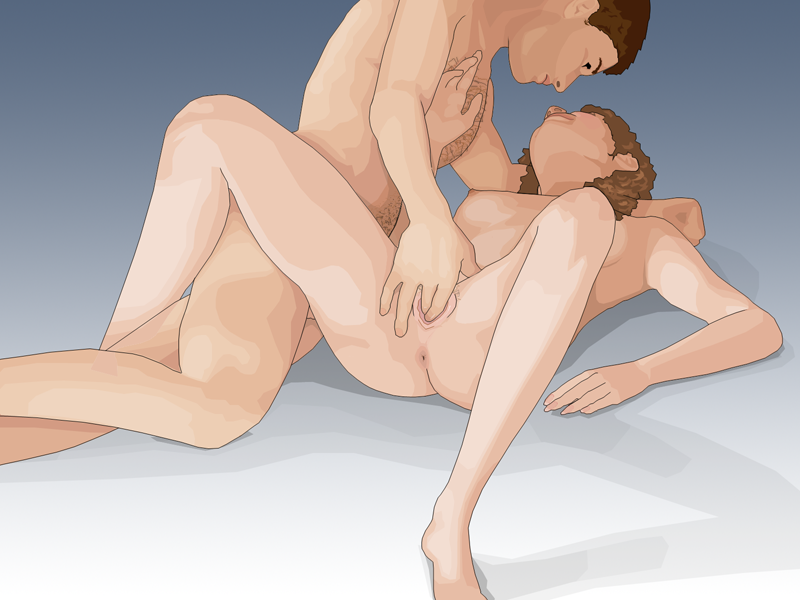
Фінгеринг
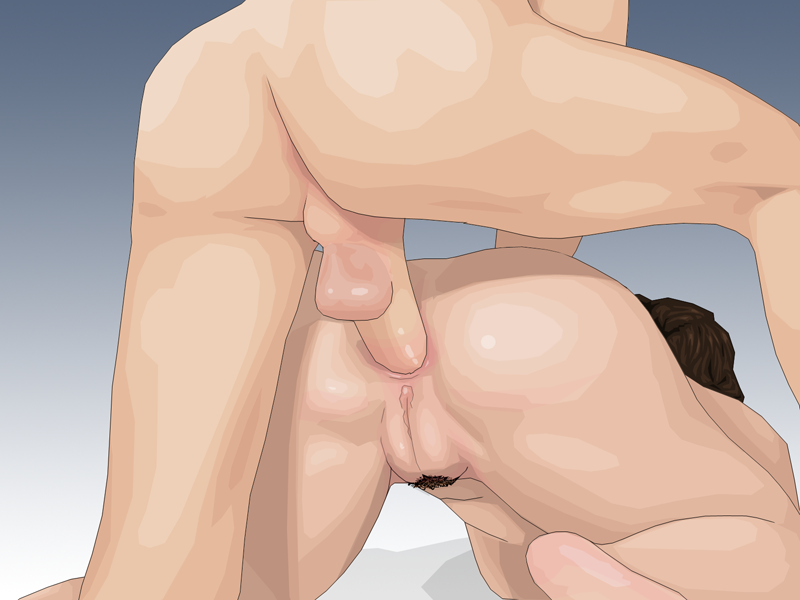
Анальний секс
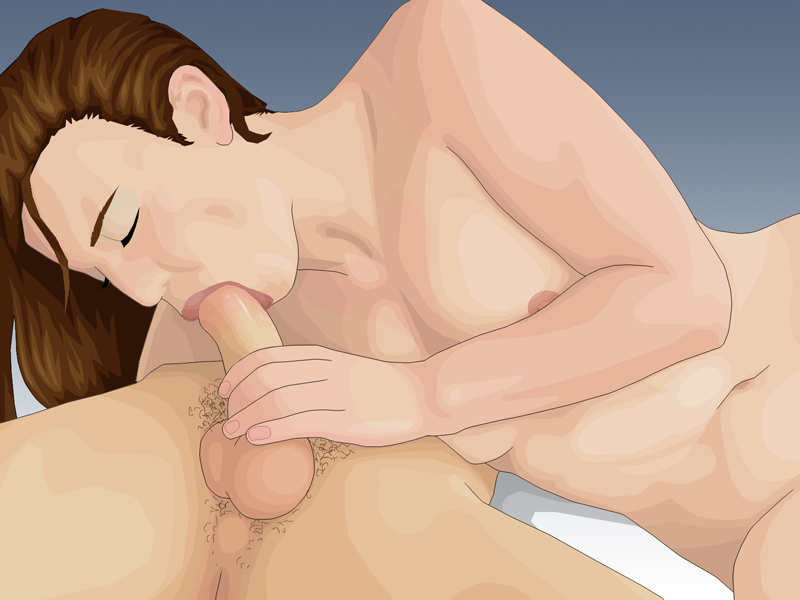
Оральний секс
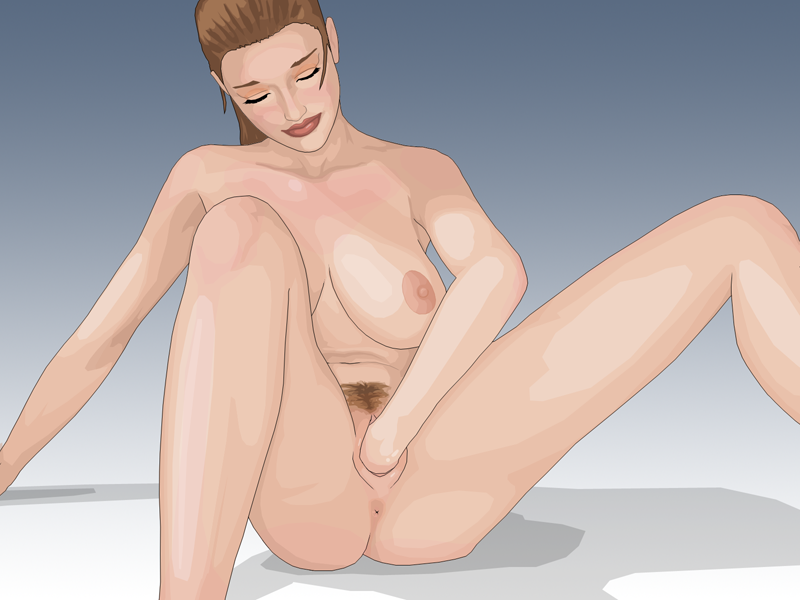
Фістинг

## Психологічні аспекти
Сексуальна активність може знизити артеріальний тиск і загальний рівень стресу. Це допомагає зняти напругу, підняти настрій і, можливо, створити глибоке відчуття розслаблення, особливо в посткоїтальний період. З біохімічної точки зору, секс викликає вивільнення окситоцину та ендорфінів і зміцнює імунну систему.

### Мотивація

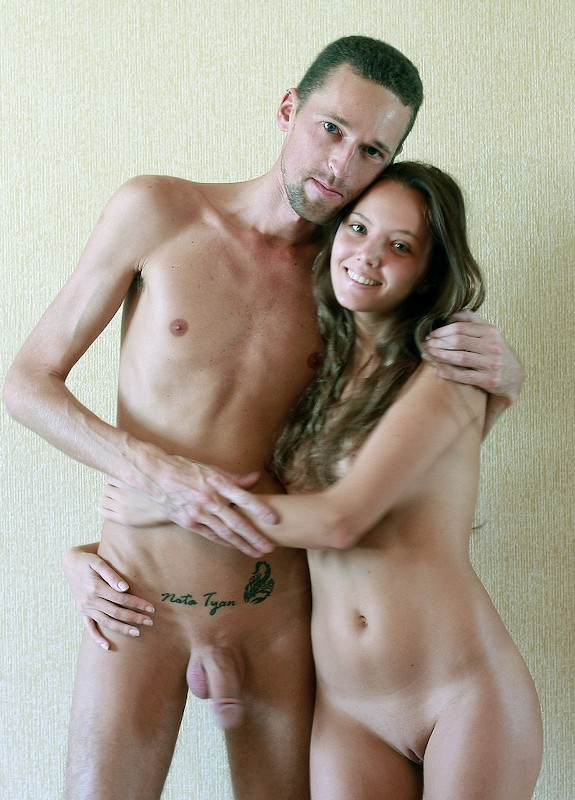
У людей секс виконує важливі функції для інтимної близькості та партнерських зв’язків

Люди займаються сексуальною активністю з будь-якої з безлічі можливих причин. Хоча основною еволюційною метою сексуальної активності є розмноження, дослідження студентів коледжу припустили, що люди займаються сексом із чотирьох загальних причин: «фізичний потяг», як «засіб досягнення мети», посилення «емоційного зв’язку» та послаблення «почуття незахищеності».
У ряді видів, таких як бонобо та дельфіни, секс, як і у людей, є частиною соціальної взаємодії та, окрім репродуктивної функції, відіграє важливу роль у інтимності, стосунках між парами та добробуті, а також у фізичному та психічному здоров’ї.
Окрім бажання мати дітей, пряма мотивація сексуальної взаємодії зазвичай полягає в задоволенні — в ідеалі — обопільного — сексуального бажання та апетиту: секс задовольняє лібідо, і більшість людей сприймає його як задоволення. Проте готовність до сексуальної взаємодії не обумовлена виключно внутрішнім бажанням: особливо у людей (передбачувані) соціальні та культурні очікування та побажання партнера щодо частоти та структури сексу часто відіграють важливу роль.
З біохімічної точки зору відчуття задоволення від сексу відповідає вивільненню ендорфінів, власних опіатів і дофаміну в організмі. Супутній стан зазвичай характеризується збудженням або збудженням і переходить у приємне розслаблення, ступінь тяжкості якого залежить від людини та ситуації. Крім того, як важлива форма соціальної взаємодії, секс зазвичай виражає почуття ніжності, прихильності та любові. Особливо в романтичних стосунках статеве життя може відігравати центральну роль як вираження зв’язку партнера. На біопсихологічному рівні за це відповідають нейропептиди окситоцин і вазопресин, які вивільняються під час сексу і необхідні для формування міжособистісних зв’язків. Цікаво, що численні біохімічні та фізіологічні реакції також відбуваються головним чином під час партнерського сексу, а не під час мастурбації або значно меншою мірою.
Більшість людей займаються сексом через задоволення, яке вони отримують від збудження своєї сексуальності, особливо якщо вони можуть досягти оргазму. Сексуальне збудження також може виникати під час прелюдії та флірту, фетишу, БДСМ або інших еротичних занять. Найчастіше люди займаються сексом через сексуальне бажання, породжене особою, до якої вони відчувають сексуальний потяг; але вони можуть займатися сексуальною активністю заради фізичного задоволення, якого вони досягають за відсутності потягу до іншого, як у випадку випадкового чи соціального сексу. Часом людина може займатися сексом виключно заради сексуального задоволення свого партнера, наприклад, через зобов’язання перед партнером або через любов, симпатію чи жалість, яку вони можуть відчувати до партнера.
Хоча оргазм часто розглядається як мета сексу та природне завершення статевого акту, він не є необхідною передумовою для відчуття насолоди та задоволення для обох статей і може навіть завдати шкоди функції зв’язку в сексі, коли це практикується Карецца, наприклад, слід активно уникати оргазму.
Одним із найважливіших предикторів задоволеності обох партнерів частотою, тривалістю та структурою сексу є відкрите спілкування про бажання та потреби. Оскільки секс є предметом численних табу в багатьох культурах, у багатьох людей обмежено уявлення про власні уподобання, а також мова та спілкування про них. Подолання цих обмежень, наприклад, у контексті терапії для пар шляхом зменшення страхів і відпрацювання навичок спілкування, є важливою передумовою повноцінного сексуального життя.
Людина може займатися сексом з чисто фінансових міркувань або щоб отримати певну вигоду від партнера чи діяльності. Чоловік і жінка можуть вступати в статевий акт з метою зачаття. Деякі люди займаються сексом на ґрунті ненависті, який відбувається між двома людьми, які сильно не люблять або дратують один одного. Це пов’язано з ідеєю, що протистояння між двома людьми може посилити сексуальну напругу, потяг й інтерес.

### Теорія самовизначення
Дослідження показали, що люди також вступають у сексуальні стосунки з причин, пов'язаних з теорією самовизначення. Теорія самовизначення може бути застосована до сексуальних стосунків, коли учасники мають позитивні почуття, пов'язані з цими стосунками. Ці учасники не відчувають провини і не відчувають примусу до партнерства. Дослідники запропонували модель самовизначеної сексуальної мотивації. Мета цієї моделі - пов'язати самовизначення і сексуальну мотивацію. Ця модель допомогла пояснити, як люди сексуально мотивовані, коли вступають у самостійні стосунки на основі побачень. Ця модель також пов'язує позитивні результати (задоволення потреби в автономії, компетентності та спорідненості), отримані від сексуальної мотивації.
Відповідно до завершених досліджень, пов’язаних із цією моделлю, було виявлено, що люди обох статей, які займалися сексом з самовизначеної мотивації, мали більш позитивне психологічне благополуччя. Займаючись сексом з власних причин, учасники також мали вищу потребу в самореалізації. Коли ця потреба була задоволена, вони почувалися краще. Це корелювало з більшою близькістю до партнера та вищим загальним задоволенням у їхніх стосунках. Хоча обидві статі займалися сексом з власних причин, між чоловіками та жінками були виявлені деякі відмінності. Було зроблено висновок, що жінки мають більше мотивації, ніж чоловіки, щоб займатися сексом з власних причин. Жінки також мали від сексуальної активності вищу задоволеність і якість стосунків, ніж чоловіки. Загалом дослідження прийшло до висновку, що психологічне благополуччя, сексуальна мотивація та сексуальне задоволення позитивно корелюють, коли зустрічаючі пари брали участь у сексі з власних причин.

## Частота
Частота сексу може коливатися від нуля до 15 або 20 разів на тиждень. З віком частота статевих актів зменшується. Деякі жінки в постменопаузі відчувають зниження частоти статевих контактів, а інші ні. За даними Інституту Кінсі, середня частота статевих контактів у США для людей із партнерами становить 112 разів на рік (вік 18–29 років), 86 разів на рік (вік 30–39 років) і 69 разів на рік (вік 40–49). Рівень сексуальної активності в ХХІ столітті знижувався, і це явище було описано як сексуальна рецесія.

### Підлітки
Вік, у якому підлітки стають сексуально активними, значно відрізняється в різних культурах і часах. (Див. Цнота). Перший статевий акт підлітка чи підлитки, юнака чи юнки іноді називають сексуалізацією дитини, і його можна вважати важливою віхою або зміною статусу, як втрату цноти чи невинності. Молоді люди за законом можуть вільно мати статеві стосунки після досягнення ними віку згоди.
Опитування студентів 1999 року показало, що приблизно 40% дев’ятикласників у Сполучених Штатах повідомляють, що мали статевий акт. Ця цифра зростає з кожним класом. На кожному з опитаних рівнів чоловіки більш сексуально активні, ніж жінки. Статева активність молодих підлітків також відрізняється за етнічною приналежністю. Вищий відсоток підлітків афроамериканського та латиноамериканського походження є більш сексуально активними, ніж білі підлітки.
Дослідження щодо частоти статевого життя також проводилися виключно на підлітках жіночої статі, які займаються статевим життям. Підлітки жіночої статі частіше займалися сексуальною активністю завдяки позитивному настрою. У підлітків жіночої статі сексуальна активність прямо корелювала зі старшим віком, більшою сексуальною активністю на попередньому тижні чи попереднім днем і більш позитивним настроєм попереднього дня чи того самого дня, коли відбулася сексуальна активність. Зниження сексуальної активності було пов’язане з попереднім або того ж дня негативним настроєм або менструацією.
Хоча думки розходяться, дослідники припускають, що сексуальна активність є невід’ємною частиною людського життя, і що підлітки повинні відчувати секс. Згідно з дослідженням, сексуальний досвід допомагає підліткам зрозуміти насолоду та задоволення. Стосовно гедонічного та евдемонічного благополуччя було зазначено, що підлітки можуть отримати позитивну користь від сексуальної активності. Перехресне дослідження було проведено в 2008 і 2009 роках у сільській місцевості на півночі штату Нью-Йорк. Підлітки, які мали свій перший сексуальний досвід у віці 16 років, показали вищий рівень добробуту, ніж ті, хто не мав його або тільки почав у віці 17 років. Крім того, підлітки, які мали свій перший сексуальний досвід у віці 15 років або молодше, або які мали багато сексуальних партнерів, не зазнали негативного впливу та не мали пов’язаного з цим нижчого рівня благополуччя.

## Здоров'я та безпека
Сексуальна активність є вродженою фізіологічною функцією, але секс несе низку ризиків: небажана вагітність, зараження хворобами, що передаються статевим шляхом, фізичні та психологічні травми внаслідок сексуального насильства.

### Небажана вагітність

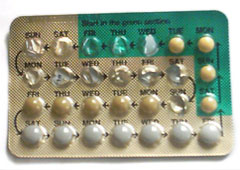
Контрацептивні пігулки

Будь-яка сексуальна активність, що включає потрапляння сперми чи передеякуляту вагіну, зокрема під час статевого акту, чи навіть контакт сперми з вульвою, може спричинити вагітність. Аби зменшити ризик небажаних вагітностей, використовують контрацепцію, наприклад, презервативи, КОК, діафрагми, сперміциди, гормональні контрацептиви чи стерилізацію. Ефективність різних засобів контрацепції задля уникнення вагітності суттєво варіюється (вимірюється індексом Перля).

### Інфекції, що передаються статевим шляхом

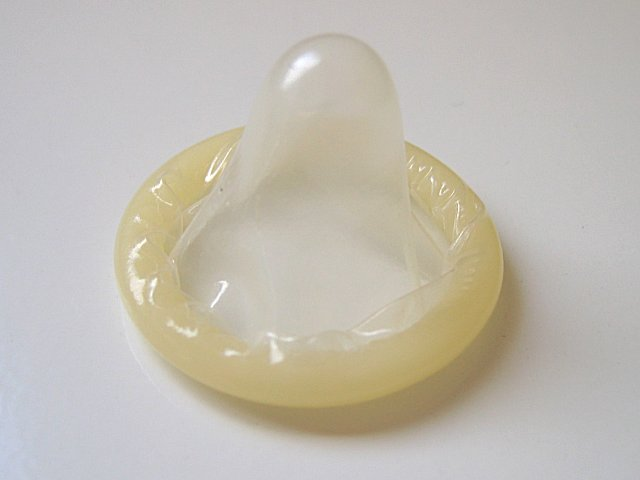
Скручений чоловічий презерватив

Сексуальна активність, що включає контакт шкірою до шкіри або контакт із біологічними рідинами чи слизовими оболонками інфікованої людини, може призвести до зараження інфекціями, що передаються статевим шляхом (ІПСШ). Виявити, що сексуальний партнер(-ка) є носієм інфекції, може бути складно, оскільки перебіг цих хвороб буває безсимптомним. Ризик зменшують практики безпечного сексу, такі як використання презервативів, регулярне тестуватися на ІПСШ (в тому числі до сексуального контакту), культура обговорення ІПСШ та згоди на секс.
Обмін рідинами не обов'язковий для ураження паховими вошами. Такі воші зазвичай живуть на волоссі у ділянці паху, але можуть також знаходитися на грубому волоссі на інших частинах тіла (наприклад, у бровах, віях, бороді, грудях, пахвах). Ураження паховими вошами поширюється через прямий контакт із ураженою людиною

### Вплив сексу на психічне здоров'я
Сексуальна активність може знизити артеріальний тиск і загальний рівень стресу, незалежно від віку. Він знімає напругу, піднімає настрій і може викликати глибоке відчуття розслаблення, особливо в посткоітальну фазу. З біохімічної точки зору секс викликає викид ендорфінів і підвищує рівень лейкоцитів, які зміцнюють імунну систему. Вплив сексуальної активності на стресостійкість було підтверджено науковими дослідженнями: піддослідні, які займалися сексом напередодні ввечері, могли краще реагувати на стресові ситуації наступного дня, вони демонстрували значно нижчий негативний настрій і стрес і більш високий позитивний настрій. Коли людина регулярно займається сексуальним життям, вона легше справляється зі стресовими ситуаціями.

### Старіння
Геронтологи та інші медичні експерти погоджуються, що підтримка сексуального інтересу та активності у літніх людей може мати терапевтичний характер. Водночас багато досліджень вказують на зменшення сексуального інтересу та активності у літньому віці. Зокрема, це пояснюють біологічними та психологічними факторами, ментальним станом, знудженістю у стосунках та вдівством. Для підтримки сексуального бажання як чоловіки, так і жінки потребують доброго здоров'я, сексуальної міці, позитивної сексуальної впевненості та наявності сексуально здібного партнера(-ки).

### Сексуальні розлади
Сексуальна медицина («сексологія»), яка тісно пов’язана з сексуальними дослідженнями, займається підтримкою та зміцненням сексуального здоров’я. Окрім розладів гендерної ідентичності (проблеми з сексуальною орієнтацією, транссексуальність) та соціокультурно зумовленої сексуальної поведінки (парафілії), підсфери передусім включають сфери сексуальної дисфункції та вторинні сексуальні розлади. Останні спричинені основними соматичними захворюваннями, такими як метаболічні захворювання, рак або неврологічні захворювання (наприклад, розсіяний склероз).
У літературі під сексуальним комплексом розуміють негативне емоційне забарвлення уявлення особистості (відчуття страху, гріха) про секс, що мають істотний, а іноді й визначальний вплив як на сексуальне життя, так і в на сексуальну поведінку в цілому.
Виділяють комплекси, притаманні чоловікам (комплекс мачо, едіпів комплекс), жінкам (комплекс Мессаліни, комплекс Електри) і обом статям (комплекс меншовартості, комплекс паніки).
Сексуальні комплекси є різновидом психологічних проблем, не пов'язаних з захворюваннями. Їх корекція здійснюється з використанням методів психотерапії.
Сексуальні дисфункції чоловіків і жінок включають еректильну дисфункцію, аноргазмію і вагінізм.
- Найпоширенішим статевим розладом у чоловіків є передчасна еякуляція (лат. Ejaculatio praecox), коли чоловік не може контролювати час еякуляції під час статевого акту. Ejaculatio praecox характеризується передчасною еякуляцією, як правило, незабаром після того, як статевий член вставляється у піхву, але часто й раніше, оскільки ці чоловіки вже досягли рівня збудження, контроль якого вже неможливий. Близько 20 % усіх чоловіків кажуть, що страждають від цієї проблеми. Лікування легких форм включає залучення партнера, мінімізацію тиску на досягнення успіху (наприклад, шляхом тимчасової заборони статевого акту) або – у юнаків – фокус зосереджений на затримці еякуляції після нещодавнього оргазму.[57]
- Еректильна дисфункція («імпотенція») означає тривалу недостатність або збереження ерекції статевого члена. У переважній більшості випадків цей важкий стан є органічним. Причинами можуть бути куріння, вживання алкоголю, діабет, високий кров'яний тиск, операції або травми еректильної тканини. Ліки від імпотенції, такі як Віагра, Левітра та Сіаліс, у деяких випадках можуть полегшити симптоми та психологічний стрес постраждалих.[57]
- Відсутність лібідо також відома як фригідність, яка може бути спричинена низкою захворювань і як побічний ефект ліків. Крім соматичних захворювань, таких як цироз печінки, гіпогонадизм, євнухізм або дефіцит тестостерону у чоловіків, багато психічних і психосоматичних захворювань, таких як депресія або анорексія, також викликають зниження лібідо. Підвищений статевий потяг іноді викликає манію, легкий гіпертиреоз, сексуальну залежність і німфоманію.[57]

#### Парафілія
- Фетишизм: фіксація на об’єктах або діях, таких як ноги чи предмети одягу.
- Об'єктна сексуальність: сексуальний потяг людей до неживих об'єктів.
- Сексуальний садизм і сексуальний мазохізм (якщо присутній критерій B каталогу DSM-IV).
- Саліроманія: практики задоволення «інстинкту осквернення», такі як запліднення обличчя, урофілія, копрофілія.

#### Сексуальні дії з тваринами

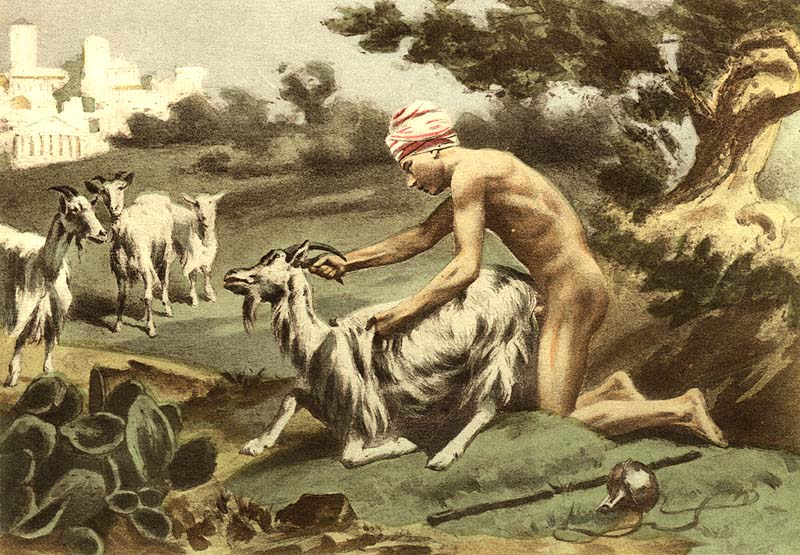
Зоофілія з козою

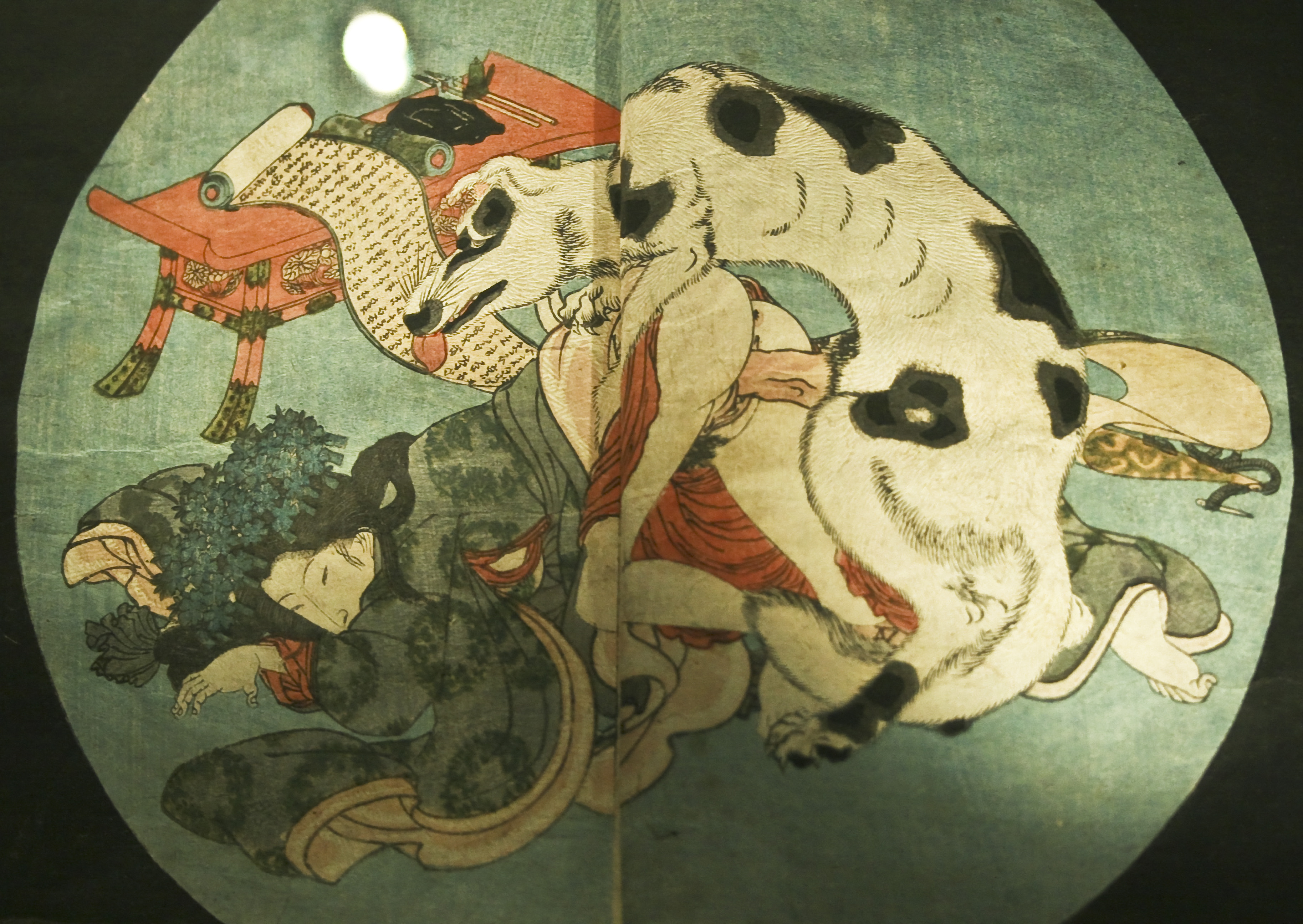
Зоофілія з собакою

Потяг людини, спрямований на тварин, отримання сексуального задоволення від сексуальних дій з тваринами називається зоофілією. Об'єктами, на які спрямовано потяг в таких ситуаціях, зазвичай виступають домашні тварини: кози, вівці, коні, собаки. Людина в зоосексуальних контактах може виступати як в ролі активного, так і в ролі приймаючого партнера.
Дослідження показують, що сексуальні контакти з тваринами в сучасному суспільстві досить поширені, причому переважає жіноча зоофілія, в основному у формі впливу язиком тварини (собаки чи кішки) на вульву.

## Сексуальна орієнтація та сексуальні переваги
Сексуальна орієнтація — схильність до вибору певного типу людей як сексуальних партнерів за фізіологічними, психологічними чи моральними ознаками.
Розрізняють гетеросексуальний (hetero — різний, різностатевий: між чоловіком і жінкою) і гомосексуальний (homo- однаковий, одностатевий: лесбійки, геї) секс. Відповідно, виділяється сексуальна орієнтація — перевага, надана тій чи іншій статі: гетеро- (потяг до протилежної статі), бі- (до обох статей), і гомо- (до своєї статі). З психіатричної точки зору сексуальна орієнтація не може вважатися патологічною, проте у ряді культур гомо- і бісексуальна орієнтація вважається неправильною і часто висміюється або навіть відкрито переслідується.
Асексуальність, яку вважають четвертою орієнтацією або сексуальною конституцією, описує людей з відсутнім або дуже слабким сексуальним потягом.
У репрезентативному дослідженні було вивчено сексуальну поведінку 2524 осіб у Німеччині віком від 14 років. Дані були стандартизовані для німецького населення. В опитуванні 83% чоловіків і 78% жінок заявили, що вони мали сексуальні контакти лише з представниками протилежної статі, тоді як 5% чоловіків і 8% жінок мали одностатеві сексуальні контакти. 88% чоловіків і 89% жінок мали вагінальний статевий контакт хоча б раз у житті, 56% чоловіків і 48% жінок мали пасивний оральний секс хоча б раз, а 51% чоловіків і 45% жінок мали активний оральний секс. Про активний анальний секс хоча б раз повідомили 19% чоловіків, про пасивний анальний секс - 4% чоловіків і 17% жінок. Протягом року, що передував опитуванню, чоловіки мали вагінальні статеві контакти в середньому 32,7 рази, жінки - 25,2 рази. За цей час чоловіки займалися активним оральним сексом в середньому 13,6 разів, жінки - 8,7 разів (1,4 рази для чоловіків, 7,3 рази для жінок). У середньому 21% чоловіків і 15% жінок мали статеві контакти з 3,7 іншими партнерами. На додаток до поточного постійного партнерства, 8% чоловіків і 6% жінок повідомили про зовнішні сексуальні контакти, в середньому з 4 повіями у випадку чоловіків (для жінок це не було зафіксовано). Протягом життя чоловіки мали в середньому 10,2 різних сексуальних партнерів, жінки - в середньому 5,5 партнерів.

### Гетеросексуальність
Гетеросексуальність - це романтичний або сексуальний потяг до протилежної статі. У більшості країн гетеросексуальні практики є інституційно привілейованими. У деяких країнах, переважно в тих, де релігія має сильний вплив на соціальну політику, закони про шлюб мають на меті заохотити людей займатися сексом лише в шлюбі. Закони про содомію використовувалися, щоб перешкоджати одностатевим сексуальним практикам, але вони також можуть впливати на сексуальні практики протилежної статі. Закони також забороняють дорослим вчиняти сексуальне насильство, вчиняти сексуальні акти з особами, які не досягли повноліття, здійснювати сексуальні дії в громадських місцях і брати участь у сексуальних діях за гроші (проституція). Незважаючи на те, що ці закони поширюються на статеві стосунки між особами одної та протилежної статі, вони можуть відрізнятися щодо покарання та можуть застосовуватися частіше (або виключно) до тих, хто бере участь у сексуальних стосунках з особами одної статі.

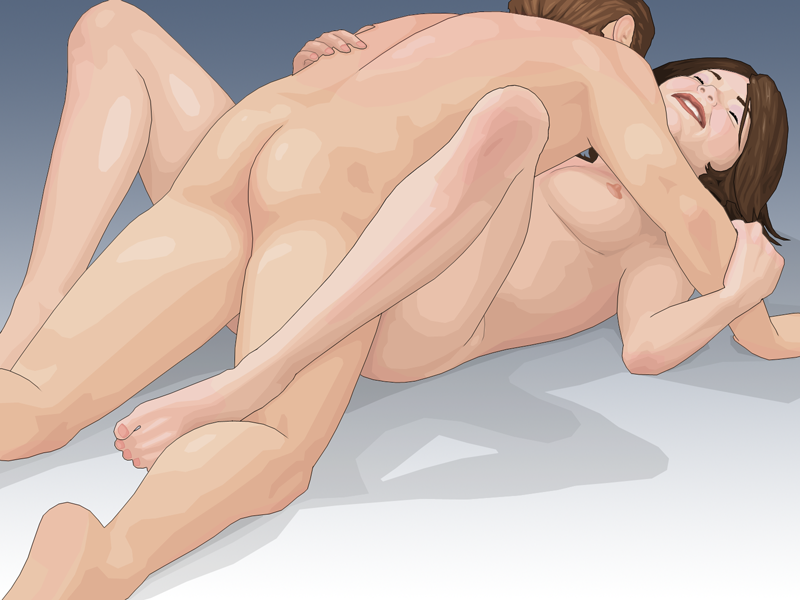
Статевий акт в місіонерській позі

Сексуальні практики різної статі можуть бути моногамними, моногамними або поліаморними, і, залежно від визначення сексуальної практики, абстинентними або аутоеротичними (включаючи мастурбацію). Крім того, різні релігійні та політичні рухи намагалися вплинути або контролювати зміни в сексуальних практиках, включаючи залицяння та шлюб, хоча в більшості країн зміни відбуваються повільно.

### Гомосексуальність
Гомосексуальність - це романтичний або сексуальний потяг до своєї статі. Люди з гомосексуальною орієнтацією можуть виражати свою сексуальність різними способами, а можуть і не виражати її у своїй поведінці. Дослідження показують, що багато геїв і лесбійок хочуть і досягають успіху в відданих і тривалих стосунках. Наприклад, дані опитування показують, що від 40% до 60% геїв і від 45% до 80% лесбійок зараз перебувають у романтичних стосунках.

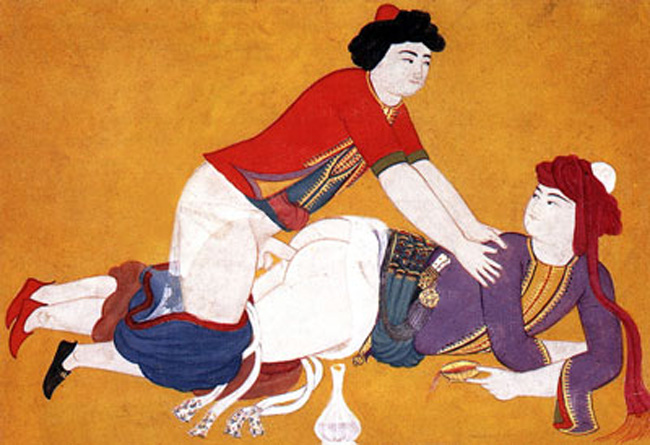
Османська мініатюра з книги Савакуб аль-Манакіб із зображенням гомосексуалізму

Людина, сексуальна ідентичність якої переважно гетеросексуальна, може вступати в статеві акти з людьми однієї статі. Геїв і лесбійок, які видають себе за гетеросексуалів, часто називають «у шафі» (тобто ті, які ховають свою сексуальність у «шафі»). «Шафа» — зневажливий термін, який використовується для позначення людей, які приховують свою сексуальність. Оприлюднення цієї орієнтації можна назвати «камінг-аутом» у випадку добровільного розголошення або «аутингом» у разі розголошення іншими всупереч бажанню суб’єкта (або без його відома). У деяких спільнотах (які називаються «чоловіками на DL» або «нижчими») одностатеві сексуальні відносини іноді розглядаються виключно як засіб фізичного задоволення. Чоловіки, які займаються сексом з чоловіками, а також жінки, які мають секс з жінками, або чоловіки на «низькому рівні» можуть вступати в статеві акти з представниками однієї статі, продовжуючи сексуальні та романтичні стосунки з протилежною статтю.

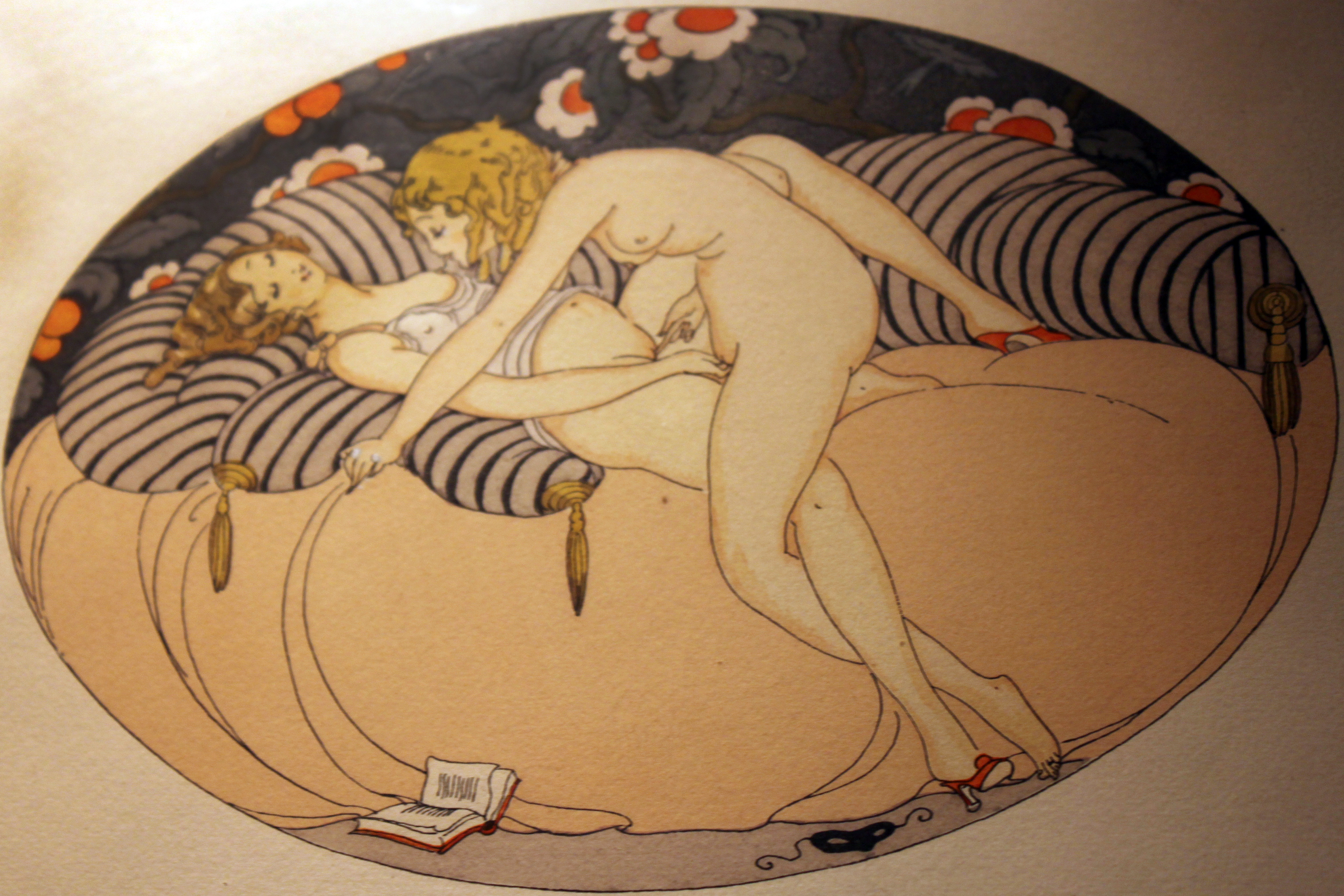
Картина Герди Вегенер 1925 року «Les delassements d'Eros» («Відтворення Еросу»), на якій зображені дві жінки, що займаються сексуальними діями в ліжку.

Люди, які займаються виключно одностатевими сексуальними практиками, можуть не ідентифікувати себе як геї чи лесбійки. У середовищах із сегрегацією за статтю люди можуть шукати стосунків з іншими людьми своєї статі (відомий як ситуативний гомосексуалізм). В інших випадках деякі люди можуть експериментувати або досліджувати свою сексуальність за допомогою сексуальної активності однієї (або іншої) статі, перш ніж визначити свою сексуальну ідентичність. Незважаючи на стереотипи та поширені хибні уявлення, не існує форм статевих актів, виняткових для одностатевої сексуальної поведінки, які також не можна знайти в сексуальній поведінці протилежної статі, за винятком тих, що передбачають зустріч геніталій між одностатевими партнерами — трибадизм (зазвичай тертя вульви до вульви) і фрот (зазвичай тертя пеніса до пеніса).

### Бісексуальність і пансексуальність
Людей, які відчувають романтичний або сексуальний потяг до обох статей, називають бісексуалами. Люди, які мають чітку, але не виключну перевагу однієї статі/гендеру над іншою, також можуть ідентифікувати себе як бісексуали. Подібно до геїв і лесбійок, бісексуалів, які прикидаються гетеросексуалами, часто називають замкнутими.
Пансексуальність (також відома як омнісексуальність) може або не може входити до бісексуальності, причому деякі джерела стверджують, що бісексуальність охоплює сексуальний або романтичний потяг до будь-якої гендерної ідентичності. Пансексуальність характеризується потенціалом естетичного потягу, романтичного кохання або сексуального бажання по відношенню до людей без урахування їх гендерної приналежності чи біологічної статі. Деякі пансексуали вважають себе гендерно сліпими ; що стать і стать несуттєві або не мають значення для визначення того, чи будуть вони відчувати сексуальний потяг до інших. Як визначено в Оксфордському словнику англійської мови, пансексуальність «охоплює всі види сексуальності; сексуальний вибір не обмежується чи не перешкоджається щодо статі чи практики».

### Сексуальні переваги
«Сексуальні переваги» включають інші схильності або переваги щодо партнерів, практик або сексуальних об’єктів, наприклад щодо віку та кількості партнерів.
Сексуальні потяги, що значно відхиляються від емпіричної норми, називаються парафіліями. Часто є табу, а іноді й заборонені такі практики:
- сексуальне збудження через предмети (фетишизм)
- секс з дітьми (педофілія) або тваринами (зоофілія)
- статеві акти з померлими (некрофілія).

### БДСМ

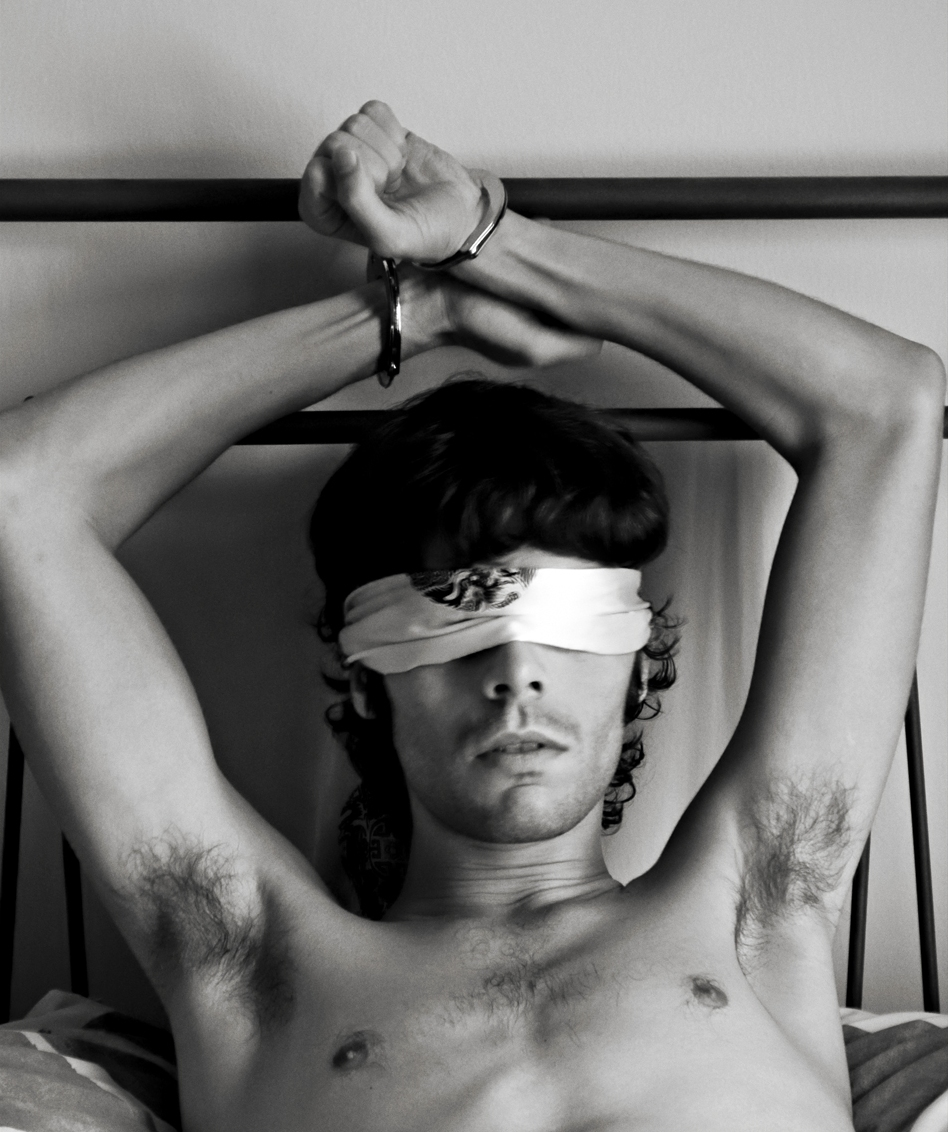
Чоловік, прикутий наручниками до ліжка, із зав’язаними очима

БДСМ — це різновид еротичних практик або рольових ігор, пов’язаних із зв’язуванням, домінуванням і підкоренням, садомазохізмом та іншою міжособистісною динамікою. Враховуючи широкий спектр практик, деякими з яких можуть займатися люди, які не вважають себе практикуючими БДСМ, включення в БДСМ-спільноту чи субкультуру зазвичай залежить від самоідентифікації та спільного досвіду. БДСМ-спільноти зазвичай вітають будь-кого з ненормативною орієнтацією, хто ідентифікує себе зі спільнотою, зокрема, трансвеститів, любителів екстремальних модифікацій тіла, гравців у тварин, любителів латексу чи гуми та інших.
«Бондаж і дисципліна» є частиною БДСМ. Бондаж включає стримування тіла або розуму. D/s означає «Домінуючий і підпорядкований». Домінант — це той, хто бере контроль над особою, яка бажає поступитися контролем, а підпорядкований — це той, хто передає контроль особі, яка бажає взяти контроль. S/M (садизм і мазохізм) — інша частина БДСМ. Садист — це людина, яка отримує задоволення від болю чи приниження інших, а мазохіст — це людина, яка отримує задоволення від власного болю чи приниження.
На відміну від звичайних «нейтральних» стосунків і стилів гри, яких зазвичай дотримуються пари, діяльність і стосунки в контексті БДСМ часто характеризуються тим, що учасники беруть на себе додаткові, але нерівні ролі; таким чином, ідея інформованої згоди обох партнерів стає важливою. Учасники, які здійснюють домінування (сексуальне чи інше) над своїми партнерами, відомі як Домінанти або Топи, тоді як учасники, які беруть на себе пасивну, приймаючу або слухняну роль, відомі як підпорядковані або підлеглі.
Ці терміни іноді скорочуються, так що домінуючу особу можна називати «Дом» (жінка може використовувати жіночий рід «Доміна»), а субмісивну — «суб». Особи, які можуть змінювати між верхньою/домінуючою та нижньою/підпорядкованою роллю – від стосунків до стосунків чи в рамках певних стосунків – відомі як «перемикачі». Точне визначення ролей і самоідентифікація є поширеним предметом дискусій у суспільстві. У дослідженні 2013 року дослідники заявили, що БДСМ — це статевий акт, де учасники грають у рольові ігри, використовують стриманість, використовують обмін силою, використовують придушення та іноді залучають біль, залежно від особи(ів). Це дослідження ставить під сумнів поширену думку про те, що БДСМ може бути певним чином пов'язаний з психопатологією. Відповідно до висновків, той, хто бере участь у БДСМ, може мати більшу соціальну та розумову силу, а також більшу незалежність, ніж ті, хто не практикує БДСМ. Це свідчить про те, що люди, які беруть участь у БДСМ-іграх, мають більш високе суб’єктивне благополуччя, і це може бути пов’язано з тим, що БДСМ-ігри вимагають широкого спілкування. Перш ніж зробити будь-який акт, партнери повинні обговорити свою згоду на їхні стосунки. Вони обговорюють, як довго триватиме гра, інтенсивність, їхні дії, що потрібно чи хоче кожен учасник, і які сексуальні дії, якщо такі є, можуть бути включені. Усі дії мають відбуватися за згодою та бути приємними для обох сторін.
У дослідженні 2015 року опитані учасники БДСМ зазначили, що ці заходи допомогли створити вищий рівень зв’язку, близькості, довіри та спілкування між партнерами. Дослідження припускає, що домінанти та субмісиви обмінюються контролем заради задоволення одне одного та задоволення потреби. Учасники відзначили, що їм подобається догоджати своєму партнеру будь-яким способом, і багато опитаних вважають, що це одна з найкращих речей у БДСМ. Сабмісиву приносить задоволення робити речі загалом для свого Домінанта, тоді як Домінант насолоджується тим, що їхні зустрічі стосуються свого сабмісива, і насолоджується тим, що робить його сабмісива щасливим. Висновки показують, що опитані субмісиви та домінанти виявили, що БДСМ робить гру більш приємною та веселою. Учасники також згадали про покращення у своєму особистісному зростанні, романтичних стосунках, почуття спільності та себе, впевненості домінанта та їхньому справлянні з повсякденними речами, надаючи їм психологічне звільнення.

### Уникнення інбридингу
Хоча основною адаптивною функцією сексуальної активності людини є розмноження, сексуальна активність людини також включає адаптивне обмеження уникнення близького інбридингу, оскільки інбридинг може мати шкідливий вплив на потомство. Чарльз Дарвін, який був одружений на своїй двоюрідній сестрі Еммі Веджвуд, вважав, що погане здоров'я, яке страждало в його сім'ї, було наслідком близькоспорідненого схрещування. Загалом, інбридинг між особинами, які мають близьку генетичну спорідненість, призводить до прояву шкідливих рецесивних мутацій. Уникнення інбридингу як обмеження сексуальної активності людини є очевидним у майже універсальних культурних обмеженнях у людських суспільствах сексуальної активності між близькими особами. Ауткросинг статевої активності людини забезпечує адаптивну перевагу маскування експресії шкідливих рецесивних мутацій.

## Соціальні аспекти
У всіх суспільствах статеві контакти пов'язані з моральними уявленнями. Особливо це стосується статевих стосунків, які в кінцевому підсумку мають забезпечити подальше існування суспільства через відтворення нових поколінь. Сукупність соціальних норм і цінностей, які залежать від відповідних людей і культури, а також від суспільства та його епохи, називається «сексуальною мораллю», а рефлексія на неї — «сексуальною етикою».

### Моральні аспекти

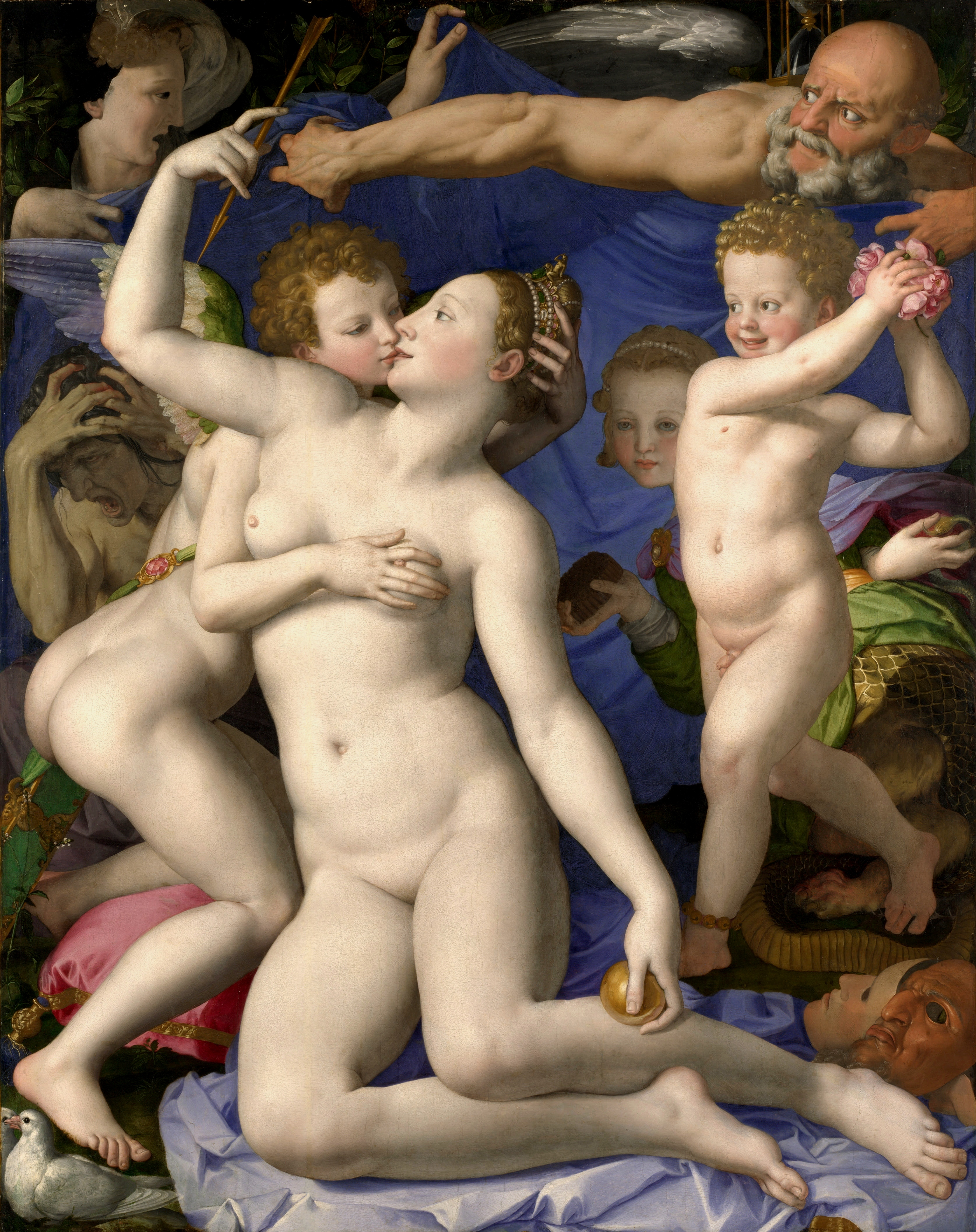
Сексуальність у сфері напруги між суспільством і релігією: Алегорія кохання (Анджело Бронзіно, 1545)

На етику західного суспільства глибоко вплинула християнська віра. Починаючи з Середньовіччя, католицькі інституції в Західній Європі, а пізніше й інші християнські церкви, домінували в громадській думці щодо сексуальності. Насолода сексуальністю широко вважалася гріхом, і лише продовження роду та продовження роду, пов’язані з таїнством християнського шлюбу, морально схвалювалися та заохочувалися, хоча практика могла бути іншою. Крім того, відповідно до середньовічної гуморальної патології (з її теорією чотирьох гуморів), статевий акт також розглядався як зцілення, а стриманість також розглядалася як причина хвороби. Після фази позитивного ставлення до сексуальності у XVIII столітті все змінилося. У ХІХ столітті через ставлення до панівної буржуазної та протестантської сексуальної моралі різні види сексуальної поведінки вважалися «хворими»: мастурбація вважалася шкідливою для здоров’я, як і дитяча сексуальність. Із зростанням секуляризації західного світу в ХХ столітті все більше і більше сексуальних дій і поведінки стали прийнятними. Однак табу навколо сексуальності часто діє й сьогодні: публічно «відзначені» порушення сексуальних табу, наприклад, на телебаченні, є таким самим показником, як і подвійні стандарти, які часто й досі практикуються.
Алекс Комфорт та інші пропонують три потенційні соціальні аспекти статевого акту у людей, які не виключають один одного: репродуктивний, стосунковий та рекреаційний. Розробка протизаплідних таблеток та інших високоефективних форм контрацепції в середині та наприкінці ХХ століття збільшила здатність людей розділяти ці три функції, які все ще значною мірою перетинаються та складаються за складними схемами. Наприклад: фертильна пара може мати статевий акт, використовуючи засоби контрацепції, щоб отримати сексуальне задоволення (рекреація), а також як засіб емоційної близькості (стосунки), таким чином поглиблюючи їхні зв’язки, роблячи їхні стосунки більш стабільними та більш здатними підтримувати дітей у майбутньому (відкладена репродуктивність). Ця сама пара може наголошувати на різних аспектах статевого акту в різних випадках, граючи під час одного епізоду статевого акту (рекреаційний), відчуваючи глибокий емоційний зв’язок в іншому випадку (стосунковий), а пізніше, після припинення контрацепції, прагнучи завагітніти (репродуктивний або швидше репродуктивний і реляційний).
Більшість людей, вихованих у західних суспільствах, можуть прийняти три моральні «мінімальні правила» для сексу:
- Статеві акти здійснюються сексуальними партнерами за взаємною згодою, тобто кожен партнер погоджується на ці акти з повним усвідомленням наслідків і за вільним вибором - тобто без примусу. Сексуальні партнери також повинні досягти мінімального віку (найчастіше 14 або 16 років).
- Сексуальна активність не повинна завдавати тривалої фізичної або психологічної шкоди ні партнерам, ні третім особам.
- Діти можуть бути зачаті в результаті статевих стосунків лише в тому випадку, якщо сторони, які беруть участь у них, здатні повністю взяти на себе пов'язані з цим відповідальність і обов'язки.

Нормативні та культурні відмінності в сексуальній моралі існують щодо формальної оцінки шлюбу, сексу до та поза шлюбом (перелюб), форм співжиття (моногамія, полігамія, поліаморія, поліандрія), ставлення до проституції, віку шлюбу, час і типи статевих стосунків тощо. На противагу цьому, існує широка соціокультурна згода щодо практики статевих стосунків лише наодинці, заборони зґвалтувань і табу на інцест.

### Релігійно-етичний аспект

Індуїстський і джайнський храмовий комплекс Кхаджурахо славиться еротичним мистецтвом
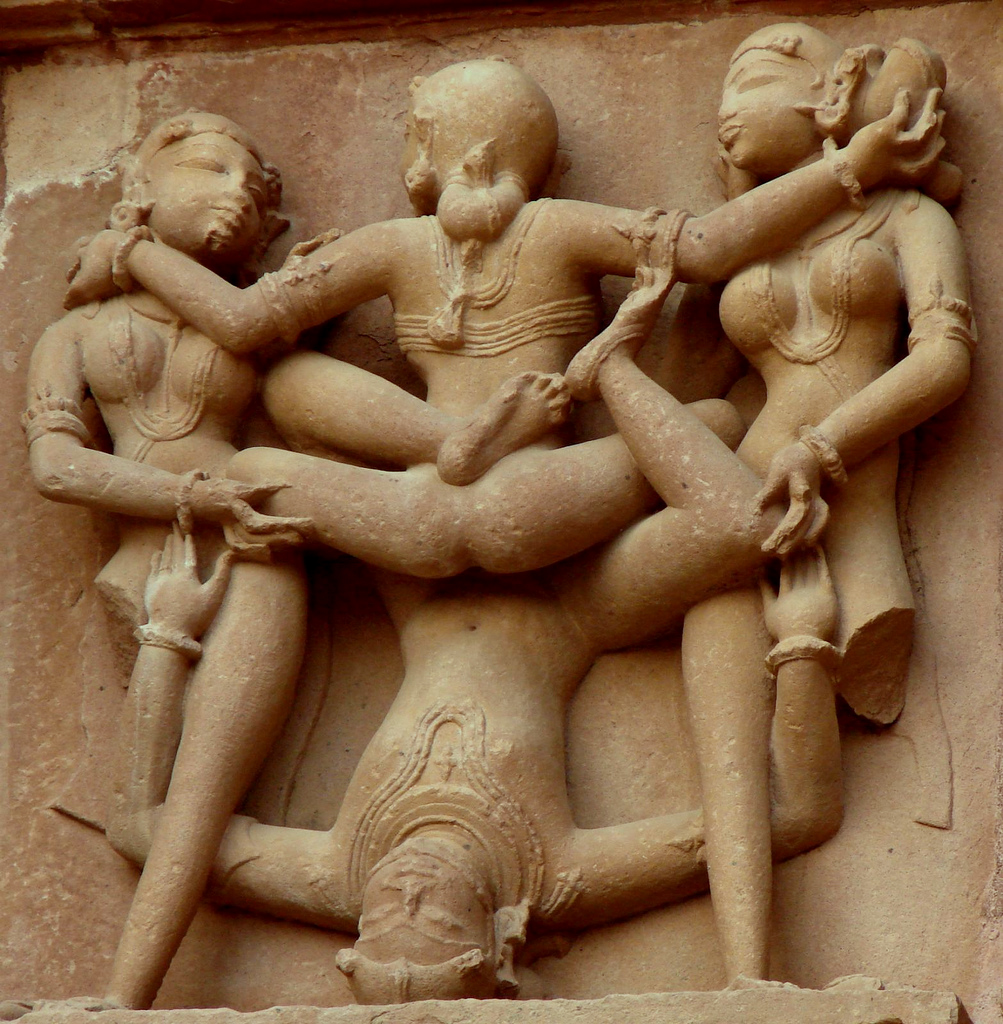
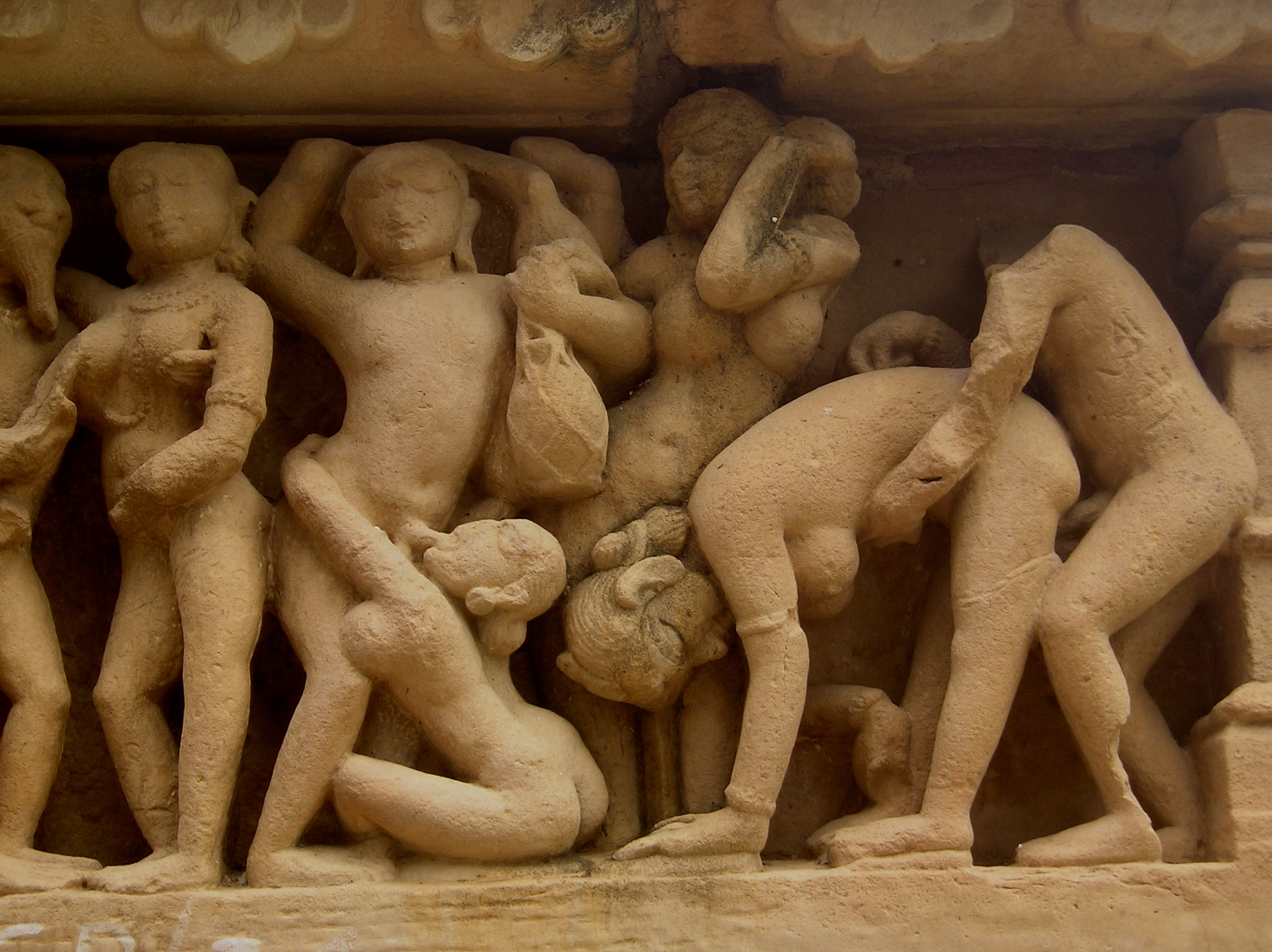
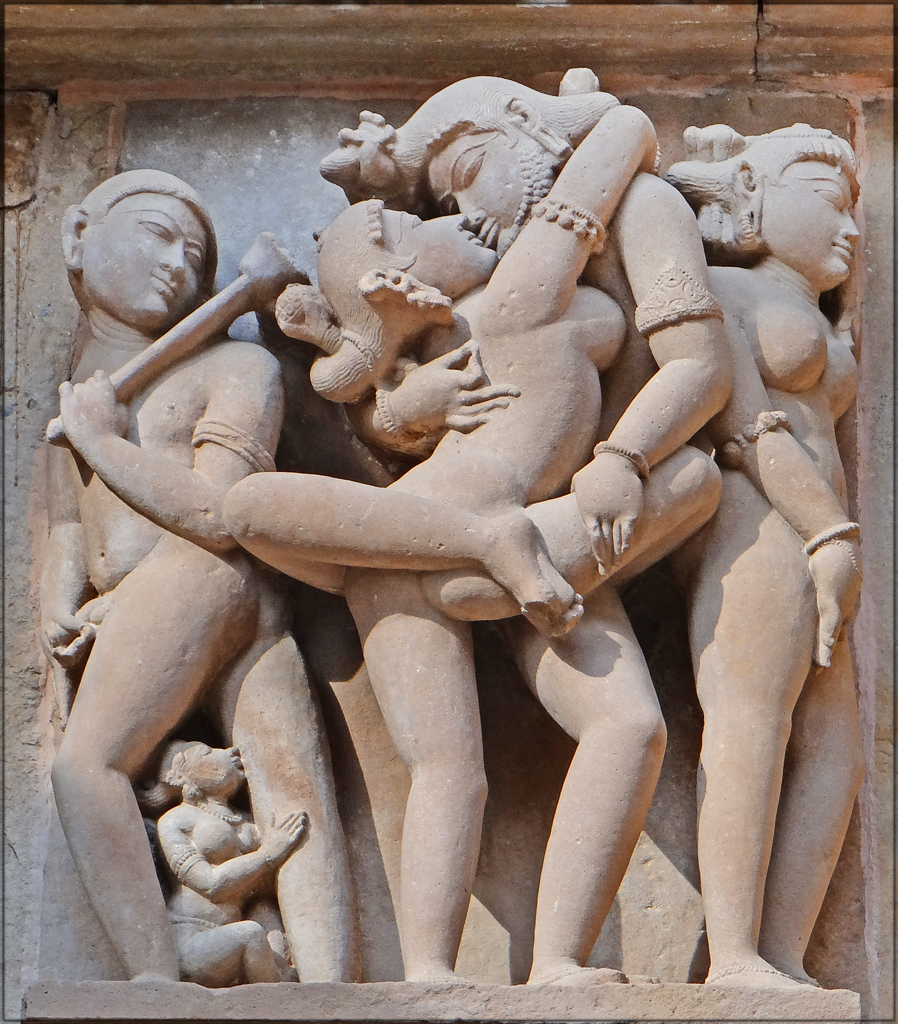

На сексуальну активність людини зазвичай впливають соціальні правила, які є культурно специфічними та дуже різними.
Сексуальна етика, мораль і норми стосуються таких питань, як обман/чесність, законність, вірність і згода. Деякі дії, відомі як сексуальні злочини в деяких місцях, є незаконними в деяких юрисдикціях, зокрема ті, що здійснюються між (або між) за згодою та компетентними дорослими (прикладами є закон про содомію та інцест між дорослими).
Деякі люди, які перебувають у стосунках, але хочуть приховати полігамію (можливо, протилежної сексуальної орієнтації) від свого партнера, можуть вимагати згодних сексуальних стосунків з іншими через особисті контакти, онлайн-чати або рекламу в окремих медіа.
Свінг включає в себе одиноких або партнерів у відданих стосунках, які займаються сексуальними діями з іншими як відпочинок або соціальну діяльність. Дехто вважає, що зростання популярності свінгу стало результатом зростання сексуальної активності під час сексуальної революції 1960-х років.
Деякі люди займаються різноманітними сексуальними діями як бізнесом. Коли це включає секс з іншою особою або виконання певних фактичних сексуальних актів для іншої особи в обмін на гроші чи щось цінне, це називається проституцією. Інші аспекти індустрії для дорослих включають операторів телефонного сексу, стриптиз-клуби та порнографію.

### Гендерні ролі та вираження сексуальності
Соціальні гендерні ролі можуть впливати на сексуальну поведінку, а також на реакцію окремих осіб і спільнот на певні інциденти/ Всесвітня організація охорони здоров’я стверджує, що «сексуальне насильство також більш імовірне там, де сильні переконання в сексуальних правах чоловіків, де гендерні ролі більш жорсткі, а також у країнах, де спостерігається високий рівень інших видів насильства». Деякі суспільства, наприклад ті, де поняття сімейної честі та жіночої цнотb дуже сильні, можуть практикувати насильницький контроль над жіночою сексуальністю через такі практики, як вбивства честі та жіноче обрізання.
Зв’язок між гендерною рівністю та сексуальним самовираженням визнається, а сприяння рівності між чоловіками та жінками має вирішальне значення для досягнення сексуального та репродуктивного здоров’я, як зазначено в Програмі дій Міжнародної конференції ООН з народонаселення та розвитку:
«Людська сексуальність і гендерні відносини тісно взаємопов’язані і разом впливають на здатність чоловіків і жінок досягати і підтримувати сексуальне здоров’я та керувати своїм репродуктивним життям. Рівні відносини між чоловіками і жінками в питаннях сексуальних стосунків і відтворення, включаючи повну повагу до фізичних цілісність людського тіла, вимагають взаємної поваги та готовності прийняти відповідальність за наслідки сексуальної поведінки. Відповідальна сексуальна поведінка, чуйність і справедливість у гендерних стосунках, особливо коли вони прищеплюються в роки становлення, зміцнюють і сприяють поважним і гармонійним партнерствам між чоловіками та. жінки».

## Юридичні питання

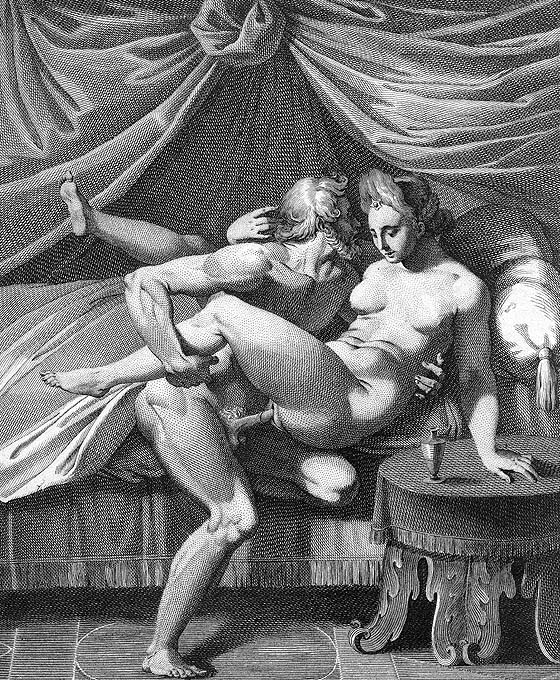
Зображення статевого акту на гравюрі Агостіно Карраччі (XVI століття)

Існує багато законів і суспільних звичаїв, які забороняють або якимось чином впливають на сексуальні дії. Ці закони та звичаї відрізняються від країни до країни та змінювалися з часом. Вони охоплюють, наприклад, заборону на статеві стосунки за власною згодою, позашлюбні статеві стосунки, статеві акти в громадських місцях, окрім багатьох інших. Багато з цих обмежень не викликають суперечок, але деякі з них стали предметом публічних дебатів.
Більшість суспільств вважають серйозним злочином примушувати когось до статевих актів або брати участь у статевих актах з кимось, хто не на те згоду. Це називається сексуальним насильством, а якщо відбувається сексуальне проникнення, це називається зґвалтуванням, найсерйознішим видом сексуального насильства. Деталі цього розмежування можуть відрізнятися в різних правових юрисдикціях. Крім того, те, що являє собою ефективну згоду в сексуальних питаннях, відрізняється від культури до культури і часто обговорюється. Закони, що регулюють мінімальний вік, у якому особа може дати згоду на секс (вік згоди), часто є предметом дискусій, як і сексуальна поведінка підлітків загалом. Деякі суспільства мають примусовий шлюб, де згода не потрібна.

### Права ЛГБТ
У багатьох країнах діють закони, які обмежують або забороняють одностатеві статеві стосунки.

### Секс поза шлюбом
На Заході секс до шлюбу не є незаконним. Існують соціальні табу, і багато релігій засуджують дошлюбний секс. У багатьох мусульманських країнах, таких як Саудівська Аравія, Пакистан, Афганістан, Іран, Кувейт, Мальдіви, Марокко, Оман, Мавританії, Об’єднаних Арабських Еміратів, Судану та Ємену будь-яка форма сексуальної активності поза шлюбом є незаконною. Ті, кого визнають винними, особливо жінок, можуть змусити вийти заміж за сексуального партнера, можуть бути публічно побиті або забиті камінням до смерті. У багатьох африканських і місцевих племенах секс не розглядається як привілей чи право подружньої пари, а радше як об’єднання тіл, і тому не сприймається з несхваленням.
Інші дослідження аналізували зміну ставлення американських підлітків до сексу поза шлюбом. Підлітків запитали, як вони ставляться до орального та вагінального сексу щодо свого здоров’я, соціального та емоційного благополуччя. Загалом, підлітки вважають, що оральний секс вважається більш соціально позитивним серед їх демографічної групи. Результати показали, що підлітки вважають, що оральний секс для підлітків, які зустрічаються та не зустрічаються, менш загрожує їхнім загальним цінностям і переконанням, ніж вагінальний секс. Відповідаючи на запитання, підлітки, які брали участь у дослідженні, вважали оральний секс більш прийнятним для своїх однолітків і їх особисті цінності, ніж вагінальний секс.

### Мінімальний вік сексуальної активності (вік згоди)
Закони кожної юрисдикції встановлюють мінімальний вік, з якого молодим особам дозволяється брати участь у сексуальних відносинах. Цей вік згоди зазвичай становить від 14 до 18 років, але закони відрізняються. У багатьох юрисдикціях віком згоди є розумовий або функціональний вік особи. У результаті особи, які досягли встановленого віку згоди, все ще можуть вважатися нездатними юридично дати згоду через розумову незрілість. Багато юрисдикцій розглядають будь-які сексуальні дії дорослого за участю дитини як сексуальне насильство над дитиною.
Вік згоди може відрізнятися залежно від типу статевого акту, статі акторів або інших обмежень, наприклад зловживання довірою. Деякі юрисдикції також роблять винятки для молодих людей, які вступають у сексуальні акти між собою.

### Інцестуозні стосунки
Більшість юрисдикцій забороняють статеві стосунки між певними близькими родичами. Ці закони певною мірою відрізняються; такі дії називають інцестом.
Закони про інцест можуть передбачати обмеження шлюбних прав, які також відрізняються в різних юрисдикціях. Коли в інцесті беруть участь дорослий і дитина, це вважається формою сексуального насильства над дитиною.

### Сексуальне насильство
Сексуальний акт без згоди або надання особи, яка не бажає бути свідком сексуального акту, є формами сексуального насильства, а також (у багатьох країнах) певні парафілії без згоди, такі як фроттеризм, телефонна скатофілія (непристойні телефонні дзвінки) та ексгібіціонізм без згоди та вуайєризм.

### Проституція та секс для виживання
Люди іноді обмінюють секс на гроші або доступ до інших ресурсів. Робота відбувається за багатьох різноманітних обставин. Особа, яка отримує плату за сексуальні послуги, відома як проститутка, а особа, яка отримує такі послуги, називається багатьма термінами, наприклад клієнтом. Проституція є однією з галузей секс-індустрії. Правовий статус проституції різний у різних країнах: від кримінального злочину до регульованої професії. За оцінками, річний дохід від світової індустрії проституції перевищує 100 мільярдів доларів. Проституцію іноді називають «найдавнішою професією у світі». Проституція може бути добровільною індивідуальною діяльністю або здійснюватися за сприяння чи примусу з боку сутенерів.
Секс заради виживання – це форма проституції, якою займаються люди, які потребують допомоги, як правило, коли бездомні чи інші знедолені люди обмінюють секс на їжу, місце для ночівлі чи інші основні потреби або на наркотики. Термін використовується дослідниками секс-торгівлі та бідності та працівниками гуманітарних організацій.

## Історія

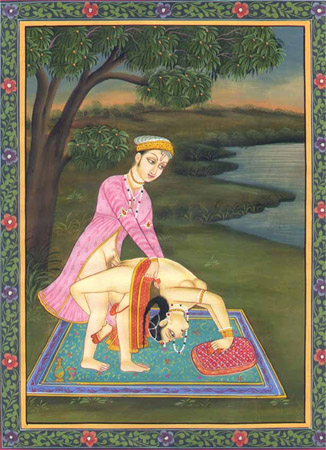
Камасутра

Перші дослідження мистецтва плотської любові з описом сексуальних позицій і технік з'явилися, мабуть, в стародавній Індії. У середні століття був уже цілий ряд методичних посібників, зводів правил і настанов (сутр — санскр. सूत्र, «нить»), присвячених індуїстському богові Ка́ма і ка́ма (санскр. काम kāma IAST) — одній з чотирьох пурушартх, цілей людського життя. На рубежі XIX і XX століть кілька таких сувоїв було привезено до Англії для перекладу та зберігання. Найбільш відома «кама-сутра» Ватсьяяна і дещо менш відома «Ананга Ранга» («Гілки персика»). У цих трактатах говориться, що описувані прийоми призначені для повноти проявів любові між чоловіком і жінкою, служать допомогою для їх тілесної близькості.
У другій половині XX ст., після сексуальної революції, вийшов цілий ряд популярних книг, присвячених техніці сексу.